# Locris atra
Locris atra är en insektsart som beskrevs av Victor Lallemand 1923. Locris atra ingår i släktet Locris och familjen spottstritar. Inga underarter finns listade i Catalogue of Life.